# Felipe Benicio
Felipo Benicio  o Benizi o Benizzi (Florencia, 15 de agosto de 1233-Todi, 22 de agosto de 1285) fue un religioso toscano, presbítero, fraile y superior general de la Orden de los Servitas. Es venerado como santo por la Iglesia católica.

## Biografía
Nació en una familia noble del barrio florentino de Oltrarno, hijo de Giacomo Benizi y Albaverde Frescobaldi. Estudió filosofía y medicina en la Universidad de París y la de Padua, donde se doctoró en 1253. En el 1254 ingresó como fraile laico de la Orden de los Servitas en el convento de Monte Senario, donde tomó después los votos. Se ordenó  sacerdote en Siena en 1258.
Muy pronto asumió diferentes cargos de responsabilidad en la orden, dirigiendo algunos conventos. El 5 de junio de 1267 fue elegido prior general de los servitas y reformó los estatutos, convirtiendo el instituto en orden mendicante. Colaboró con Giuliana Falconieri en la fundación del Tercer Orden Femenino de los Oblatos Servitas o Conservatorio de los Mantellate, del cual nació la rama femenina de la orden, las Siervas de María. Bajo su dirección, la orden se extendió por Italia y Francia.
En 1269, durante el cónclave de Viterbo que había de elegir el sucesor de Clemente IV, su nombre circuló como probable papa: Felipe, considerándose indigno, huyó y se refugió en una cueva (llamada hoy en día Grotta di San Filippo Benizi) en Bagni San Filippo, en el Monte Amiata. En 1274 intervino en el Segundo Concilio de Lión que, siguiendo las directrices del Concilio de Letrán IV, prohibía la fundación de nuevas órdenes religiosas y suprimía las órdenes mendicantes que aún no había aprobado la Santa Sede. En 1276 el papa Inocencio V, en una carta dirigida a Felipe, declaró suprimida la orden. Felipe se dirigió a Roma, pero antes de su llegada, Inocencio ya había muerto. La insistencia de Benizi hizo que, finalmente, el papa Juan XXI restableciera la orden de los servitas.
Martín IV le encargó de predicar en algunas ciudades italianas para acabar con los conflictos entre güelfos y gibelinos. El jefe de una de las facciones de Forlì, Pellegrino Laziosi, fue convertido por Benicio y entró en la orden servita, convirtiéndose en un fraile modélico y canonizado.
Felipe murió el 22 de agosto de 1285 en el convento servita de San Marco de Todi.

## Veneración
Sus restos fueron exhumados el 10 de junio de 1317 y trasladados a la iglesia de Santa Maria delle Grazie de Todi, donde todavía se venera. El culto a Felipe Benicio ya comenzó poco después de su muerte: fue aprobado como beato por León X en 1516; Clemente X lo canonizó el 12 de abril de 1671, siendo el primer servita en ser canonizado.